# Reichstag zu Worms (1157)
Der Reichstag zu Worms 1157 war die dritte Reichsversammlung unter Friedrich I. (Barbarossa), die in Worms stattfand. Der Kaiser hielt sich zu Ostern 1157 in der Stadt auf und hielt bei dieser Gelegenheit Ende März und Anfang April 1157 die Reichsversammlung ab.

## Kontext
Das aufblühende Städtewesen in Norditalien – führend war hier Mailand – bedrohte zunehmend die Herrschaft Friedrich I. in Italien. Die Mailänder hatten sich geweigert, eine königliche Fahne entgegenzunehmen, was der Ablehnung der Hoheitsrechte Friedrich I. und des Reiches gleichkam. Der Kaiser sah es deshalb als unumgänglich an, gegen Mailand militärisch vorzugehen. Da die Aufforderung zu einem Italienzug an die Verpflichteten nur mit der langen Vorlauffrist von einem Jahr und sechs Wochen rechtsgültig war, wurde der Beschluss auf der Reichsversammlung in Worms im Frühjahr 1157 gefasst, obwohl der Heerzug dann erst im Sommer des folgenden Jahres stattfand.

## Inhalt
Auf der Reichsversammlung klagten Vertreter der Städte Pavia, Lodi, Novara und Bischof Ardizzone I. von Como zum wiederholten Mal wegen Übergriffen durch die Stadt Mailand. Dies nahm der Kaiser zum Anlass, die entsprechend verpflichteten Reichsfürsten zum Italienzug für 1158 aufzurufen. Von Worms reiste Friedrich I. weiter rheinabwärts und hielt sich am 15. April 1157 in Köln auf.

## Teilnehmer
Die heute noch bekannten Teilnehmer der Reichsversammlung waren:
- Erzbischof Arnold von Mainz[6][7]
- Bischof Konrad von Worms[6][7]
- Bischof Günther von Speyer[6][7]
- Bischof Hermann von Verden[6][7]
- Bischof Ardizzone I. von Como[4]
- Herzog Friedrich von Schwaben[6][7]
- Pfalzgraf Konrad bei Rhein[6][7]
- Graf Markward von Grumbach[6][7]
- Graf Emicho von Leiningen[7]
- Ulrich von Herrlingen[7]
- Konsul Roger von Como[6]
- Konsul Wilhelm von Como[6]
- Konsul Opizo Bucafol von Pavia[4][6]
- Konsul Gaidun von Pavia[6]
- Konsul Albert von Novara[6]
- Konsul Petrus von Novara[6]
- Albricus, Vertreter der Stadt Lodi[4]